# Vestamager
Vestamager – stacja końcowa metra w Kopenhadze, na linii M1. Zlokalizowana jest za stacją Ørestad. Została otwarta 19 października 2002. Położona jest w 3 strefie biletowej, w południowo-zachodniej części wyspy Amager.